# Samuel Leach Holm
Samuel Ruben Leach Holm (Åkersberga, 9 ottobre 1997) è un calciatore svedese di origine israeliana, centrocampista del Djurgården.

## Carriera

### Club
A livello giovanile è cresciuto nell'IFK Österåker e nel FC Djursholm, prima di entrare a far parte del vivaio del Djurgården all'età di 11 anni.
Prima dell'inizio della stagione 2016 è approdato all'Åtvidaberg, club che all'epoca si trovava nel campionato di Superettan, la seconda serie nazionale. Quell'anno ha disputato 15 partite di campionato, di cui 2 da titolare. A fine torneo ha sottoscritto un rinnovo annuale, ma nel luglio 2017 ha lasciato la squadra pensando di lasciare il calcio giocato.
Poche settimane più tardi, ad agosto, ha sottoscritto un accordo con il Sollentuna FK, con cui ha giocato per circa una stagione e mezzo in terza serie. Nella prima metà di annata in bianconero ha chiuso con 4 reti in 10 partite, mentre l'anno seguente ha totalizzato 9 reti in 27 partite.
Nel 2019 è tornato inizialmente a calcare i campi della Superettan con l'ingaggio da parte del Västerås SK. Nella prima metà di campionato è sceso in campo 6 volte (realizzando la sua prima rete nel campionato cadetto in occasione della vittoria per 6-1 sul campo del Dalkurd). Per trovare maggiore spazio, nell'agosto 2019 è tornato fino alla fine dell'anno in prestito al Sollentuna FK in terza serie. Tornato al Västerås SK, ha continuato a non essere particolarmente utilizzato anche nel corso della Superettan 2020, così ad agosto le due parti hanno concordato la rescissione contrattuale. Il 1º settembre 2020 è stato presentato dal Dalkurd, altra squadra del torneo di Superettan. Con la nuova maglia ha terminato la stagione con 2 reti in 13 presenze all'attivo.
In vista della stagione 2021 è tornato a giocare in terza serie, accettando l'offerta da parte del Brommapojkarna. Ha contribuito alla promozione dei rossoneri sia durante l'Ettan 2021, terminata al primo posto anche grazie alle sue 5 reti in 30 partite, che durante la Superettan 2022, nel corso della quale ha messo a segno 4 gol e 11 assist in 30 partite. Questo doppio salto di categoria nell'arco di due anni gli ha permesso, all'età di 25 anni, di disputare per la prima volta in carriera il campionato di Allsvenskan, la massima serie nazionale, in cui ha esordito l'8 aprile 2023 in occasione della seconda giornata, persa 1-2 in casa contro il Malmö FF. In quell'edizione del torneo ha totalizzato una rete e 6 assist in 27 presenze, più un'apparizione nella gara di ritorno degli spareggi che hanno decretato la salvezza del Brommapojkarna.
Il 28 novembre 2023, all'indomani dell'ultima gara della stagione 2023, il Brommapojkarna ha annunciato che il giocatore avrebbe lasciato la squadra per intraprendere una nuova parentesi altrove. Il giorno seguente è stato reso noto che a partire dal gennaio 2024 egli sarebbe tornato al Djurgården a parametro zero con un contratto triennale.

### Nazionale
Ha giocato nella nazionale svedese Under-19.
Il 12 gennaio 2024 esordisce in nazionale maggiore nell'amichevole vinta contro l'Estonia.

## Palmarès

### Club

#### Competizioni nazionali
- Coppa di Svezia: 1

Häcken: 2024-2025